# Scrabble classique francophone
 (janvier 2024).
La mise en forme du texte ne suit pas les recommandations de Wikipédia : il faut le « wikifier ».
Les points d'amélioration suivants sont les cas les plus fréquents :
- Les titres sont pré-formatés par le logiciel. Ils ne sont ni en capitales, ni en gras.
- Le texte ne doit pas être écrit en capitales (les noms de famille non plus), ni en gras, ni en italique, ni en « petit »…
- Le gras n'est utilisé que pour surligner le titre de l'article dans l'introduction, une seule fois.
- L'italique est rarement utilisé : mots en langue étrangère, titres d'œuvres, noms de bateaux, etc.
- Les citations ne sont pas en italique mais en corps de texte normal. Elles sont entourées par des guillemets français : « et ».
- Les listes à puces sont à éviter, des paragraphes rédigés étant largement préférés. Les tableaux sont à réserver à la présentation de données structurées (résultats, etc.).
- Les appels de note de bas de page (petits chiffres en exposant, introduits par l'outil «  Source ») sont à placer entre la fin de phrase et le point final[comme ça].
- Les liens internes (vers d'autres articles de Wikipédia) sont à choisir avec parcimonie. Créez des liens vers des articles approfondissant le sujet. Les termes génériques sans rapport avec le sujet sont à éviter, ainsi que les répétitions de liens vers un même terme.
- Les liens externes sont à placer uniquement dans une section « Liens externes », à la fin de l'article. Ces liens sont à choisir avec parcimonie suivant les règles définies. Si un lien sert de source à l'article, son insertion dans le texte est à faire par les notes de bas de page.
- La présentation des références doit suivre les conventions bibliographiques. Il est recommandé d'utiliser les modèles {{Ouvrage}}, {{Chapitre}}, {{Article}}, {{Lien web}} et/ou {{Bibliographie}}. Le mode d'édition visuel peut mettre en forme automatiquement les références.
- Insérer une infobox (cadre d'informations à droite) n'est pas obligatoire pour parachever la mise en page.

Pour une aide détaillée, merci de consulter Aide:Wikification.
Si vous pensez que ces points ont été résolus, vous pouvez retirer ce bandeau et améliorer la mise en forme d'un autre article.
Le Scrabble classique francophone est l'une des deux disciplines de Scrabble faisant l'objet de compétitions officielles régies par la Fédération internationale de Scrabble francophone
Discipline principale dans la majorité des associations internationales de scrabble dans le monde, elle est minoritairement pratiquée par les francophones. Il existe de fortes disparités d'un pays à l'autre : schématiquement l'occident et le Maghreb jouent davantage en Scrabble duplicate, l'autre discipline, tandis que l'Afrique sub-saharienne joue davantage en Scrabble classique (article portant sur les principes de jeu).

## Compétitions Internationales
Les principales compétitions internationales de Scrabble classique francophone sont les suivantes : 

### Championnat du monde de Scrabble classique
Disputé annuellement depuis 2006, il voit s'affronter les joueurs qualifiés des pays participants au Championnats du monde de Scrabble francophone en 24 parties. Une finale est ensuite disputée par les deux premiers du classement au meilleur des cinq manches. A ce jour, trois joueurs ont remporté à deux reprises le titre de champion du monde : les français Christian Coustillas et Benjamin Valour ainsi que le néo-zélandais Nigel Richards, également vainqueur de nombreux titres en Scrabble duplicate francophone, mais aussi recordman des titres en Championnat du monde de Scrabble anglophone

### Inter-nations de Scrabble classique
Cette compétition lancée en 2021, lors des 49èmes Championnats du monde d'Aix-les-Bains, oppose les meilleurs nations du scrabble classique par équipes de trois joueurs sélectionnés. Chaque nation est autorisée à présenter deux équipes de trois. La France a remporté les deux premières épreuves (2021, 2022) avant d'être détrônée par la Côte d'Ivoire (2023).

### Championnat d'Afrique de Scrabble classique
Le Championnat d'Afrique de Scrabble francophone a lieu chaque année depuis 2016. Il intègre une compétition de scrabble classique individuelle qui se joue en deux phases : une première phase en 17 rondes suivie d'une phase de playoffs dont la formule peut varier à chaque édition.

### Festival international de Scrabble d'Afrique de l'Ouest (FISFAO)
Ancêtre du Championnat d'Afrique de Scrabble francophone, il s'est disputé de 2012 à 2015. L'épreuve de Scrabble classique n'était pas programmée en 2012 mais a eu lieu les trois années suivantes, toute remportée par un scrabbleur ivoirien : en 2013, Abib Alabi; en 2014, Franck Balou Bi Séri; en 2015, Yao Luc Koffi (cf. Scrabble en Afrique). Le festival a ensuite laissé place au Championnat d'Afrique de Scrabble francophone, élargi à l'ensemble des nations africaines.

## Compétitions Nationales
La plupart des nations du scrabble francophone organisent un Championnat national de Scrabble classique.
Certaines d'entre elles ont un calendrier plus étoffé intégrant un Open ou un Master International ou des compétitions nationales interclubs. Le tableau suivant recense les compétitions majeures organisées par les 28 fédérations francophones nationales affiliées à la Fédération internationale de Scrabble francophone auxquelles s'ajoutent l'Angola, la Grèce et le Tchad, affiliés sous une autre forme qu'une fédération francophone. 

### Afrique
| Pays                             | Championnat national individuel                        | Open ou masters individuel                     | Championnat national interclubs |
| -------------------------------- | ------------------------------------------------------ | ---------------------------------------------- | ------------------------------- |
| Algérie                          | Championnat d'Algérie de Scrabble classique            |                                                |                                 |
| Angola                           |                                                        |                                                |                                 |
| Bénin                            | Championnat du Bénin de Scrabble classique             |                                                |                                 |
| Burkina Faso                     | Championnat du Burkina Faso de Scrabble classique      |                                                |                                 |
| Cameroun                         | Championnat du Cameroun de Scrabble classique          | Masters internationaux de Scrabble francophone |                                 |
| Centrafrique                     |                                                        |                                                |                                 |
| République du Congo              | Championnat du Congo Brazzaville de Scrabble classique |                                                |                                 |
| République démocratique du Congo |                                                        |                                                |                                 |
| Côté d'Ivoire                    | Championnat de Côte d'Ivoire de Scrabble classique     |                                                |                                 |
| Gabon                            | Championnat du Gabon de Scrabble classique             |                                                |                                 |
| Guinée                           |                                                        |                                                |                                 |
| Île Maurice                      |                                                        |                                                |                                 |
| Madagascar                       |                                                        |                                                |                                 |
| Mali                             | Championnat du Mali de Scrabble classique              |                                                |                                 |
| Maroc                            | Championnat du Maroc de Scrabble classique             |                                                |                                 |
| Mauritanie                       |                                                        |                                                |                                 |
| Niger                            | Championnat du Niger de Scrabble classique             |                                                |                                 |
| Sénégal                          | Championnat du Sénégal de Scrabble classique           |                                                |                                 |
| Tchad                            |                                                        |                                                |                                 |
| Togo                             | Championnat du Togo de Scrabble classique              |                                                |                                 |
| Tunisie                          |                                                        |                                                |                                 |

### Amérique
| Pays   | Championnat national individuel             | Open ou masters individuel | Championnat national interclubs |
| ------ | ------------------------------------------- | -------------------------- | ------------------------------- |
| Haïti  |                                             |                            |                                 |
| Québec | Championnat du Québec de Scrabble classique |                            |                                 |

### Asie
| Pays  | Championnat national individuel            | Open ou masters individuel | Championnat national interclubs |
| ----- | ------------------------------------------ | -------------------------- | ------------------------------- |
| Liban | Championnat du Liban de Scrabble classique |                            |                                 |

### Europe
| Pays        | Championnat national individuel                  | Open ou masters individuel           | Championnat national interclubs                        |
| ----------- | ------------------------------------------------ | ------------------------------------ | ------------------------------------------------------ |
| Belgique    | Championnat de Belgique de Scrabble classique    |                                      |                                                        |
| France      | Championnat de France de Scrabble classique      | Open de France de Scrabble classique | Championnat de France de Scrabble classique Interclubs |
| Grèce       | Championnat panhellénique de Scrabble classique  |                                      |                                                        |
| Luxembourg  |                                                  |                                      |                                                        |
| Roumanie    | Championnat de Roumanie de Scrabble classique    |                                      |                                                        |
| Royaume-Uni | Championnat du Royaume-Uni de Scrabble classique |                                      |                                                        |
| Suisse      | Championnat de Suisse de Scrabble classique      |                                      |                                                        |